# Decembrie 2017
Acest articol este generat integral pe baza informațiilor din articolul 2017 și este actualizat periodic de un robot.
 Editările făcute în articol vor fi șterse la următoarea actualizare! Dacă doriți să faceți modificări, editați articolul-sursă.

ianuarie -
februarie -
martie -
aprilie -
mai -
iunie -
iulie -
august -
septembrie -
octombrie -
noiembrie -
decembrie
Decembrie 2017 a fost a douăsprezecea lună a anului și a început într-o zi de vineri.

## Evenimente

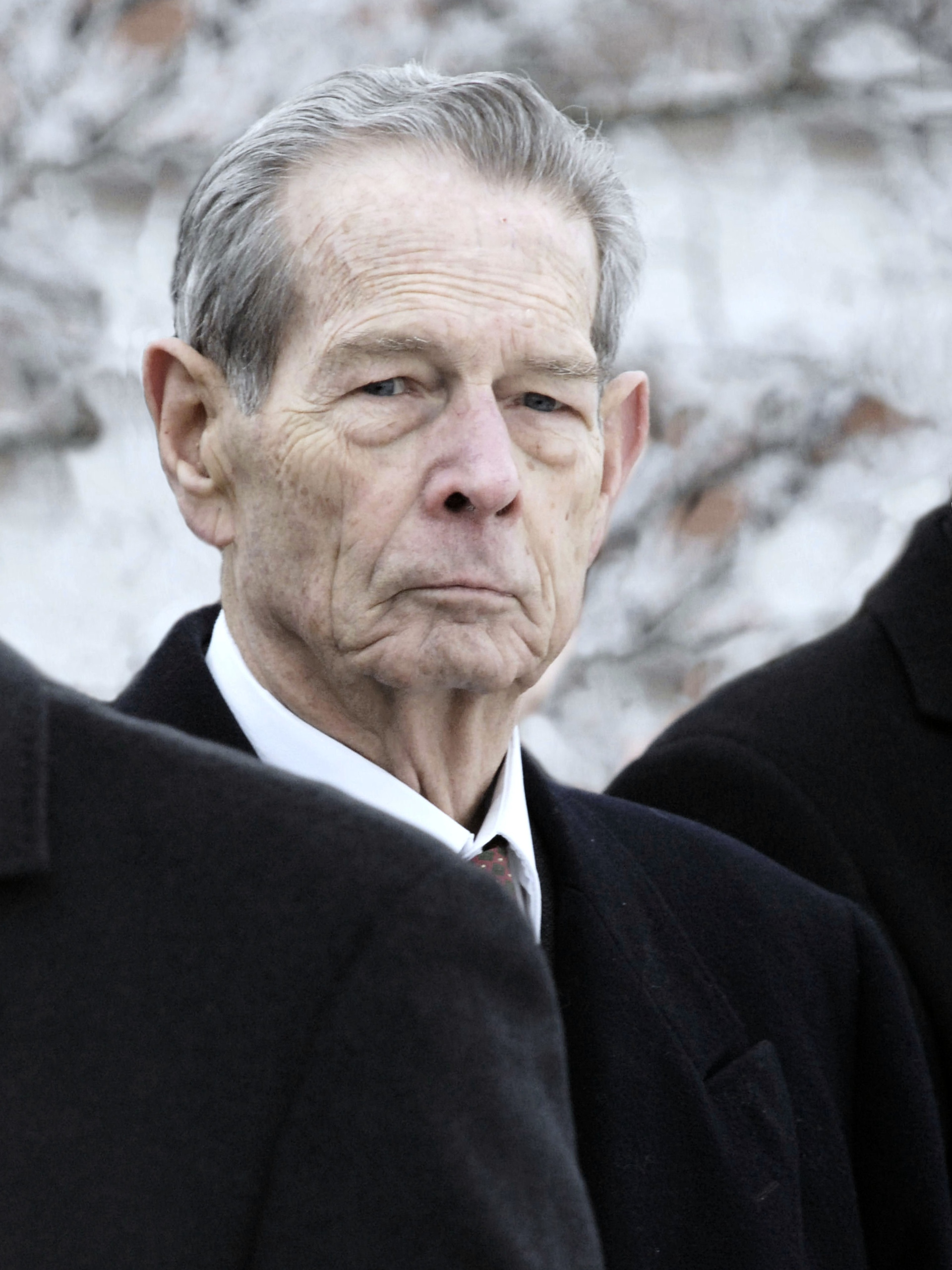
5 decembrie: Moare, la Aubonne, Elveția, Regele Mihai I al României, la vârsta de 96 de ani.

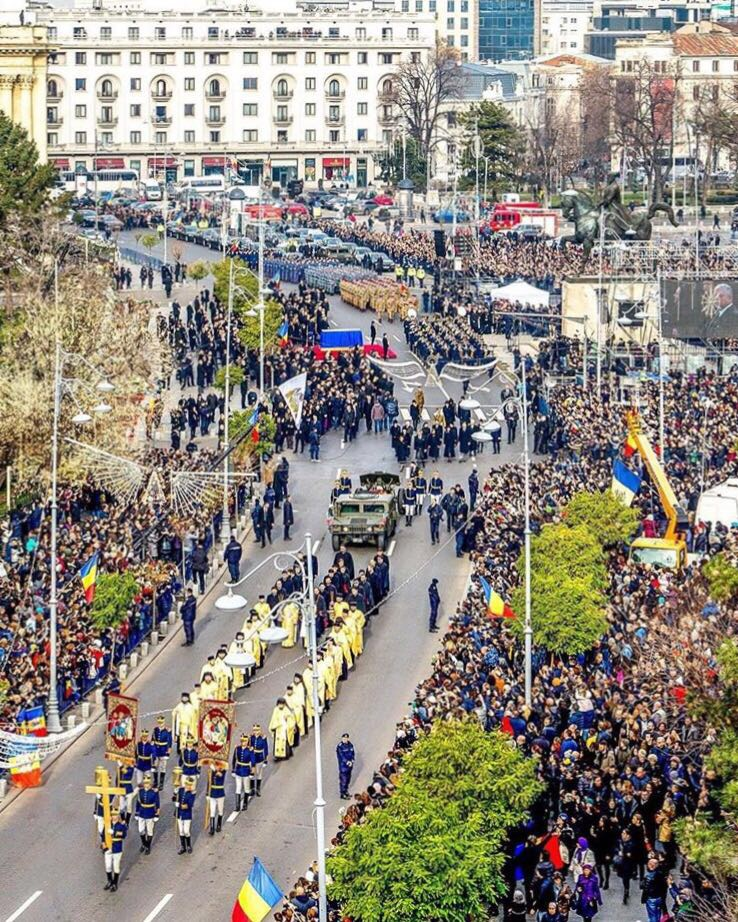
16 decembrie: Funeraliile Regelui Mihai I al României, la București.

- 1 decembrie: Împăratul Akihito anunță intenția sa de a abdica la 30 aprilie 2019.[1]
- 2 decembrie: NASA a reușit să reactiveze un set de patru propulsoare de control ale sondei Voyager 1 pentru prima oară în 37 de ani. Voyager 1 a fost trimisă în spațiu în 1977 și este obiectul construit de om aflat la cea mai mare distanță de Terra: 21 de miliarde kilometri.[2]
- 2 decembrie: Patriarhul Daniel, alături de alți capi ai bisericilor ortodoxe, ajung la Moscova, la invitația Patriarhului Kirill, cu prilejul festivităților organizate la împlinirea a 100 de ani de la restabilirea patriarhatului în Biserica Ortodoxă Rusă.
- 5 decembrie: Moare de leucemie, la Aubonne, Elveția, ultimul suveran al României, Regele Mihai I, la vârsta de 96 de ani. Trupul neînsuflețit a fost adus în România pe 13 decembrie.
- 6 decembrie: Președintele american, Donald Trump, anunță că Statele Unite recunosc Ierusalimul drept capitală a Israelului și a declanșat procedura de mutare a ambasadei americane de la Tel Aviv la Ierusalim.[3] În timp ce premierul israelian Netaniahu a declarat ziua drept una "istorică"[4], în țările arabe au fost reacții negative,[5] iar Uniunea Europeană a exprimat "preocupări grave" legate de această decizie, avertizând că acestă încălcare a unei rezoluții ONU, riscă să afecteze perspectivele de pace între israelieni și palestinieni.[6][7]
- 12 decembrie: Emoție în rândul societății românești provocată de decesul unei tinere de 25 de ani, omorâtă de o garnitură de metrou la stația Dristor 1, după ce a fost împinsă cu intenție de o femeie. Suspecta a fost arestată preventiv pentru 30 de zile. Cu puțin timp înainte, aceasta încercase un gest similar în stația Costin Georgian, când a împins o altă tânără, care a reușit să scape teafără.[8]
- 14 decembrie: România este în doliu național timp de trei zile în memoria Regelui Mihai I. Mii de persoane, de toate vârstele, au stat la coadă, așteptând să se reculeagă la catafalcul Regelui Mihai, sicriul cu trupul neînsuflețit fiind depus în Sala Tronului de la Palatul Regal.
- 16 decembrie: Slujba de înmormântare a Regelui Mihai I al României a avut loc la Catedrala Patriarhală din București și a fost oficiată de Patriarhul Daniel. Apoi cortegiul s-a deplasat cu trenul regal la Noua Catedrală Arhiepiscopală și Regală de la Curtea de Argeș, unde regele a fost înmormântat alături de soția sa, Regina Ana. La funeralii au participat Regele Carl al XVI-lea Gustaf al Suediei cu Regina Silvia a Suediei, Marele Duce de Luxemburg, Prințul Charles de Wales, Regele Juan Carlos I al Spaniei cu Regina Sofia a Spaniei, Regele Regele Simeon al II-lea al Bulgariei, Regina Anne-Marie a Greciei și reprezentanți ai mai multor casele regale și imperiale.[9]
- 18 decembrie: Premieră în justiția românească - magistrați din mai multe orașe din țară au protestat tăcut față de "anumite schimbări din Legile Justiției, de faptul că parlamentarii nu au ținut cont de avizul negativ al Consiliului Superior al Magistraturii".[10][11][12] În București, aproximativ 700 de magistrați au stat circa o oră pe treptele Palatului de Justiție, ținând în mâini jurămîntul de magistrat și foi cu prevederi din Legile Justiției.[13][14]
- 28 decembrie: Fostul fotbalist George Weah, singurul african din istorie care a primit Balonul de Aur, a câștigat, cel de-al doilea tur al alegerilor prezidențiale din Liberia, după ce l-a întrecut categoric pe vicepreședintele Joseph Boakai. După numărarea a 98,1% dintre voturi, Weah a acumulat 61,5%, în timp ce Boakai a primit doar 38,5% dintre sufragii.
- 29 decembrie: Conform sondajului IRES publicat, 75% dintre români consideră că lucrurile merg într-o direcție greșită în România, după ce anul începuse cu o apreciere pozitivă a direcției de peste 35%.[15][16]

## Decese
- 2 decembrie: Alecu Croitoru, 83 ani, regizor, profesor universitar, poet și actor român (n. 1933)
- 2 decembrie: Zeno Ghițulescu, 88 ani, medic, scriitor și dramaturg român (n. 1929)
- 4 decembrie: Ali Abdullah Saleh, 75 ani, politician, președinte al statului Yemen (1990–2012), (n. 1942)
- 5 decembrie: Emil-Livius-Nicolae Putin, 72 ani, deputat român (n. 1945)
- 5 decembrie: Jean d’Ormesson (n. Jean Bruno Wladimir François-de-Paule Lefèvre d'Ormesson), 92 ani, scriitor și jurnalist francez (n. 1925)
- 5 decembrie: Mihai I, 96 ani, rege al României (1927-1930 și 1940-1947), (n. 1921)
- 5 decembrie: Cristina Nicolau, 40 ani, atletă română (n. 1977)
- 5 decembrie: August Ames, 23 ani, actrita pornografica canadiana (n. 1994)
- 6 decembrie: Johnny Hallyday (n. Jean-Philippe Léo Smet), 74 ani, cântăreț și actor francez (n. 1943)
- 7 decembrie: Melania Herdeanu, 77 ani, soprană română (n. 1940)
- 7 decembrie: Alexandru Moșanu, 85 ani, istoric, primul președinte al Parlamentului Republicii Moldova (n. 1932)
- 8 decembrie: Vladimir Curbet, 87 ani, coregraf din R. Moldova, conducător artistic al ansamblului „Joc” (n. 1930)
- 9 decembrie: Radu Cârneci, 89 ani, poet român (n. 1928)
- 11 decembrie: Vasile Manea Drăgulin, procuror general al României (n. ?)
- 13 decembrie : Yurizan Beltran, 31 ani, actrita pornografica americana, (n. 1986)
- 13 decembrie: Warrel Dane, 56 ani, muzician american (n. 1961)
- 14 decembrie: R. C. Sproul, 78 ani, teolog, autor și pastor american (n. 1939)
- 14 decembrie: Andrei Țugulea, 89 ani, inginer român (n. 1928)
- 18 decembrie: Kim Jong-hyun, 27 ani, actor și cântăreț din Coreea de Sud (n. 1990)
- 21 decembrie: Bruce McCandless II, 80 ani, astronaut american (STS-31, STS-41-B), (n. 1937)
- 23 decembrie: Dumitru Covalciuc, 70 ani, scriitor român (n. 1947)
- 23 decembrie: Ștefan Sevastre, 91 ani, pictor român (n. 1926)
- 24 decembrie: Ionel Valentin Vlad, 74 ani, inginer și fizician român (n. 1943)
- 25 decembrie: Klaus Heitmann, 87 ani, romanist german (n. 1930)
- 28 decembrie: Sue Grafton, 77 ani, scriitoare americană de thriller (n. 1940)
- 28 decembrie: Rose Marie, 94 ani, actriță americană de film, televiziune și voce (n. 1923)
- 29 decembrie: Peggy Cummins, 92 ani, actriță britanică de film (n. 1925)
- 30 decembrie: Tudor Botnaru, 82 ani, general, ministru al Securității Naționale din R. Moldova (1997–1998), (n. 1935)